# Strongylaspis sericea
Strongylaspis sericea là một loài bọ cánh cứng trong họ Cerambycidae.